# Avions de Transport Régional
ATR (Aerei da Trasporto Regionale oder Avions de transport régional) ist ein italienisch-französischer Flugzeughersteller mit Hauptsitz in Blagnac bei Toulouse.

## Geschichte

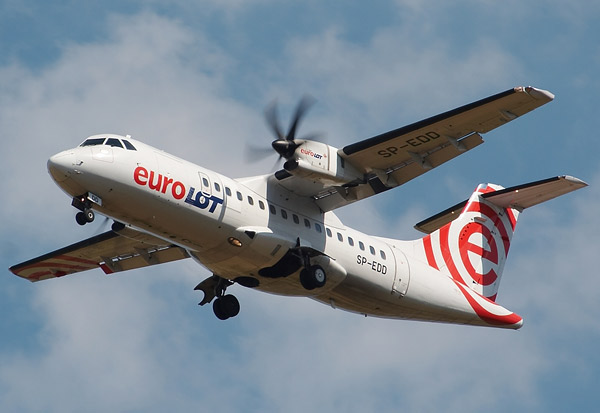
Eine ATR 42-500 der euroLOT

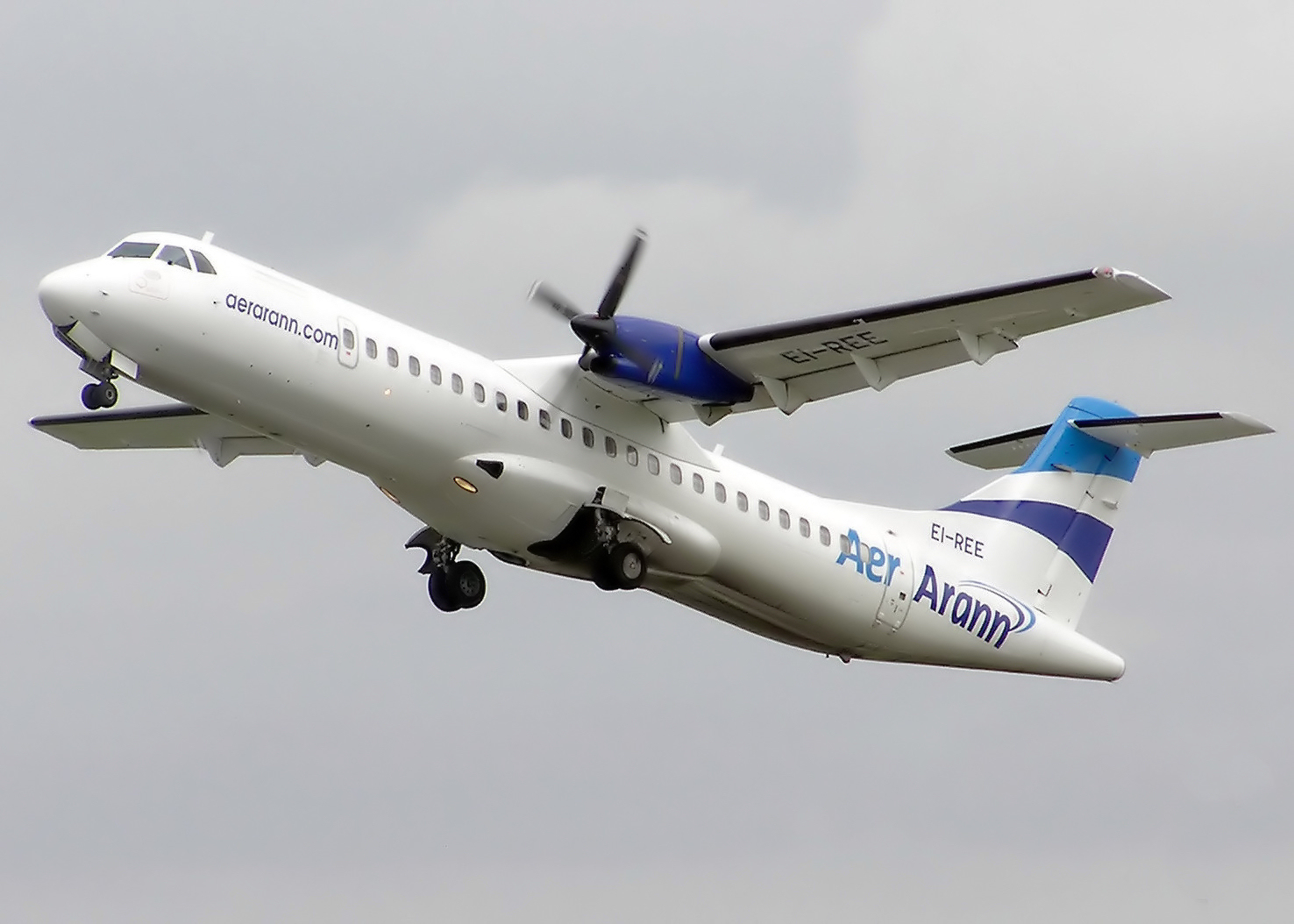
Eine ATR 72-200 der Aer Arann

Das Unternehmen wurde am 5. Februar 1982 als Joint-Venture des französischen Unternehmens Aérospatiale (heute Airbus) und der italienischen Aeritalia (heute Leonardo) nach französischem Recht als Groupement d’intérêt économique (GIE) gegründet. Beide Unternehmen halten jeweils einen Anteil von 50 % an ATR.
Am 29. Oktober 1981 begann das Entwicklungsprogramm für das erste gemeinsame Produkt, die ATR 42, deren Prototyp dann am 16. August 1984 seinen Erstflug hatte. Ab September 1985 war die Maschine serienreif und zertifiziert. Die Endmontage und Flugerprobung der zivilen Passagierflugzeugvariante erfolgte in Toulouse, die der militärischen wie auch zivilen Frachtvarianten in Neapel.
Die Weiterentwicklung ATR 72 wurde auf der Pariser Luftfahrtschau 1985 vorgestellt und ab 1986 ausgeliefert.
Um das Jahr 2000 geriet das Unternehmen wegen der scharfen Konkurrenz durch Regionaljets in eine Krise, die jedoch überwunden werden konnte.
Bis Ende September 2008 konnte ATR insgesamt 959 Bestellungen verzeichnen (davon 419 für die ATR 42 und 540 für die ATR 72); zu diesem Zeitpunkt hatte man 795 Maschinen ausgeliefert (403 ATR 42 und 392 ATR 72). Kunden der ATR-Turboprops sind und waren bisher 165 Gesellschaften weltweit, darunter Air Dolomiti, Czech Airlines, Air New Zealand, Binter Canarias, Alitalia und TAROM.
Im Jahr 2010 wurden 80 neue Maschinen bei ATR bestellt, 2011 mit 157 fast doppelt so viele. Die Zahl der Auslieferungen stieg 2011 von 51 auf 54, in den Auftragsbüchern standen zum Ende des Jahres noch weitere 224 Exemplare im Gegenwert von ca. 5 Milliarden US-Dollar. Im Frühjahr 2012 wurde die 1000. ATR, eine ATR 72-600, ausgeliefert.
Die Eröffnung eines Simulatorzentrums am Flughafen Singapur-Seletar am 14. Dezember 2012, dem ersten außerhalb von Toulouse, trägt dem wachsenden Kundenstamm im Raum Asien-Pazifik Rechnung.
ATR entschied im November 2021, im folgenden Jahr alle Maschinen der Typen ATR 42-600 und 72-600 mit den neuesten Modellen PW127XT-M des Triebwerksherstellers Pratt & Whitney Canada auszustatten. Dadurch soll der Treibstoff-Verbrauch bei einer längeren Betriebszeit und geringeren Wartungskosten um 3 % gesenkt werden.
Im Mai 2022 gaben die Eigentümer Airbus und Leonardo Machbarkeitsstudien für eine Evo-Hybridelektroflugzeug-Variante der Turboprop-Familie frei. Ziel ist es, 2023 mit der Entwicklung eines Flugzeugs zu beginnen, das 20 % weniger Treibstoff verbraucht als die gegenwärtigen Modelle und gegen Ende des Jahrzehnts einsatzbereit ist.
Bis Oktober 2022 wurden bereits 1164 Exemplare der ATR 72 ausgeliefert. Von der kleineren Schwester, der ATR 42, wurden bis dahin 496 Exemplare ausgeliefert. Bis August 2015 wurden 779 Maschinen bestellt. Ende Oktober 2018 wurde die 1500. ATR, eine ATR 72-600, an Japan Air Commuter geliefert.

## Baureihen

### ATR 42
Die ATR 42 ist ein Turboprop für bis zu 50 Passagiere und auch als Frachtvariante sowie Militärversion erhältlich. Die einzelnen Untervarianten 42-300, 42-320, 42-500 und 42-600 unterscheiden sich hauptsächlich in Leistung, Reichweite und Zuladung.

### ATR 72
Die ATR 72 ist eine gestreckte Variante der ATR 42 für bis zu 74 Passagiere, die ebenso als Frachter und in Militärausführung verfügbar ist. Auch hier bieten die Untervarianten 72-200, 72-210, 72-500 und 72-600 unterschiedliche Leistungsdaten bei gleichen Außenmaßen.